# Teponlinna
Le château de Teppo (finnois : Teponlinna) ou colline fortifiée d' Alvettula (finnois : Alvettulan muinaislinna) est une colline fortifiée dans le quartier Hauho d'Hämeenlinna en Finlande,.

## Présentation
La colline fortifiée à l'âge du fer est située dans le village Lautsia d'Hauho. 
Linnavuori est située à 9,5 kilomètres au nord-ouest de l'église d'Hauho, à environ un kilomètre à l'est d'Ilmoilanselkä et sur une péninsule de la rive orientale du lac Vähäjärvi. 
La colline s'élève à plus de 20 mètres au-dessus de la surface du lac Vähäjärvi et ses pentes sont très raides au nord-est et au sud-est. Il y a aussi une falaise du côté nord-est. Les autres pentes sont plus douces.
Les restes de l'équipement de protection du château forment un remblai rocheux entourant sommet de la colline. 
Le rempart presente une ouverture qui a été interprétée comme étant la porte du château. 
De chaque côté de l'ouverture, le rempart fait cinq mètres de large, puis le rempart devient plus étroit à mesure qu'il s'éloigne de l'ouverture. 
Le remblai rocheux et la falaise délimitent une cour d'environ 200 m2,,.